# Chiesa di San Filippo Neri (Spoleto)
La chiesa di San Filippo Neri si trova a Spoleto, in pieno centro storico, in prossimità di corso Mazzini. È stata edificata fra il 1640 e il 1671 su disegno dell'architetto spoletino, Loreto Scelli, di cui rimane l'unica opera superstite.

## Storia
Dopo la canonizzazione, avvenuta nel 1622, San Filippo Neri suscita devozione e ammirazione in città, tanto da favorire la costituzione di una confraternita a suo nome che lo elegge a protettore, con sede nella chiesa di Santa Maria delle Grazie; il vescovo Lorenzo Castrucci concede un'ulteriore chiesa al culto del santo, San Sabinuccio, ma la venerazione cresce a tal punto da richiedere la costruzione di un grande tempio nel centro della città, a lui espressamente dedicato.
Grazie al contributo economico di Ugo Alberici, precettore spoletino residente a Roma, e del cantante Loreto Vittori, è possibile acquistare una vasta area e porvi la prima pietra nel 1640.
Nel 1653 viene completata la navata centrale che sarà abbellita da preziosi stucchi nel 1666. Nello stesso anno si abbattono muri di orti e abitazioni circostanti per realizzare la piazza di fronte e si dà inizio alla costruzione della crociera. I lavori possono proseguire grazie ad un lascito di Loreto Vittori che consente di costruire la cupola e il convento dei padri Filippini.

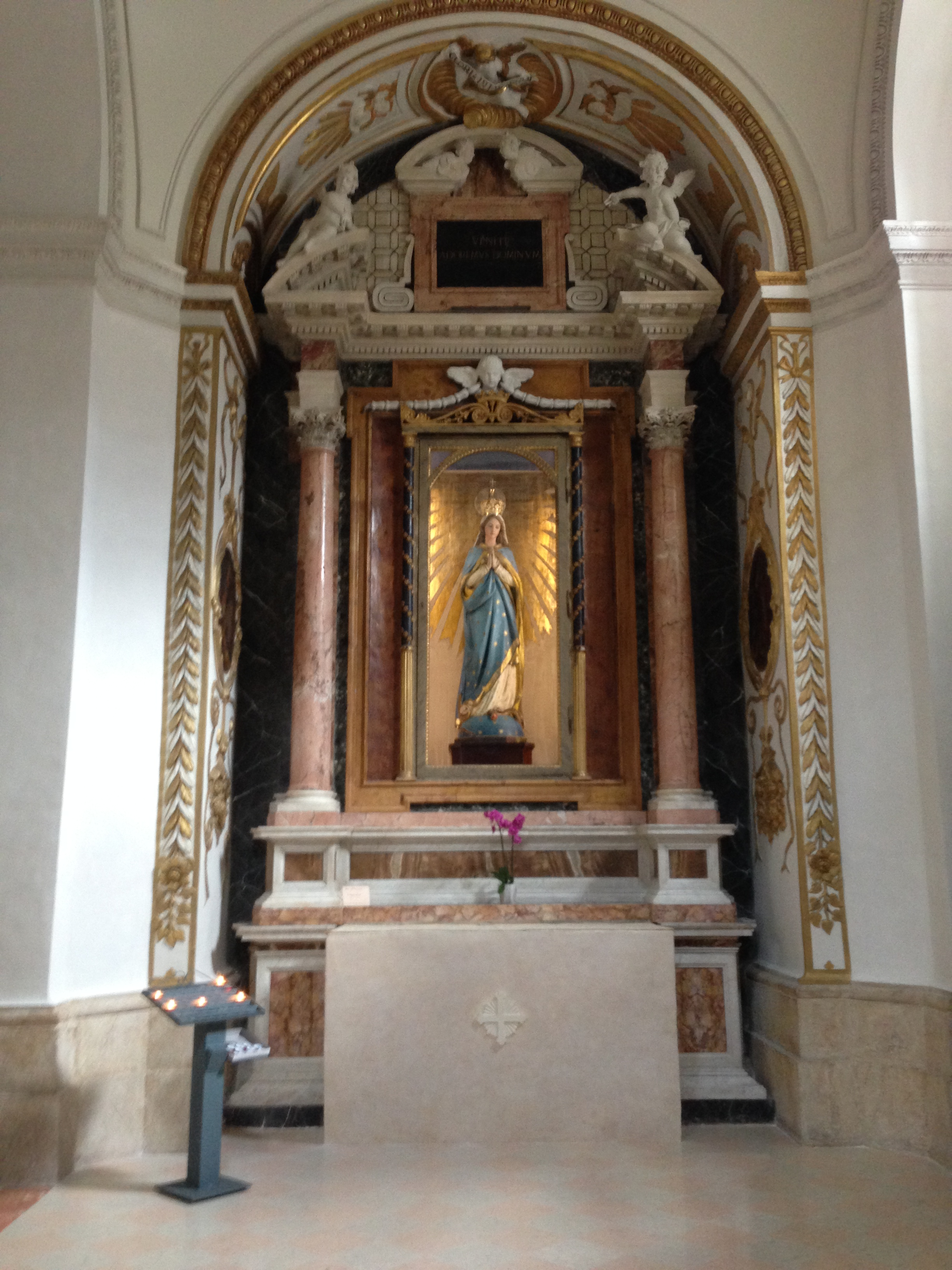
Altare dell'Immacolata

Durante i lavori di scavo per le fondamenta emergono resti di edifici romani tra cui varie condotte idriche e un mosaico pavimentale raffigurante foglie, fiori e un guerriero munito di spada e scudo con in centro l'immagine di uno scorpione nero.
La chiesa ha custodito a lungo, dentro un'urna dorata, le spoglie di Don Pietro Bonilli, fondatore delle suore della Sacra Famiglia di Spoleto, dopo la sua beatificazione proclamata da Papa Giovanni Paolo II nel 1988. Attualmente le spoglie si trovano a Cannaiola di Trevi, dove per molti anni Bonilli ha svolto funzione di parroco.
San Filippo è rimasta chiusa per 17 anni a causa del terremoto del 1997; è stata restaurata e riaperta al culto nel maggio del 2014.

## Descrizione
Nonostante la sua costruzione risalga al XVII secolo, non risente molto di influssi barocchi, ma presenta caratteristiche stilistiche delle chiese romane del primo seicento.
La grandiosa facciata in travertino presenta un timpano con modanature; un doppio ordine di lesene scandiscono i portali e sottolineano la divisione interna a tre navate di quattro campate ciascuna. Un'iscrizione sopra la porta internamente ricorda la data della consacrazione celebrata nel 1724 dal vescovo Carlo Giacinto Lascaris. Il transetto è sovrastato da un'imponente cupola. 
Le otto cappelle sono impreziosite da stucchi, marmi e dipinti eseguiti in epoche diverse. Da sinistra:

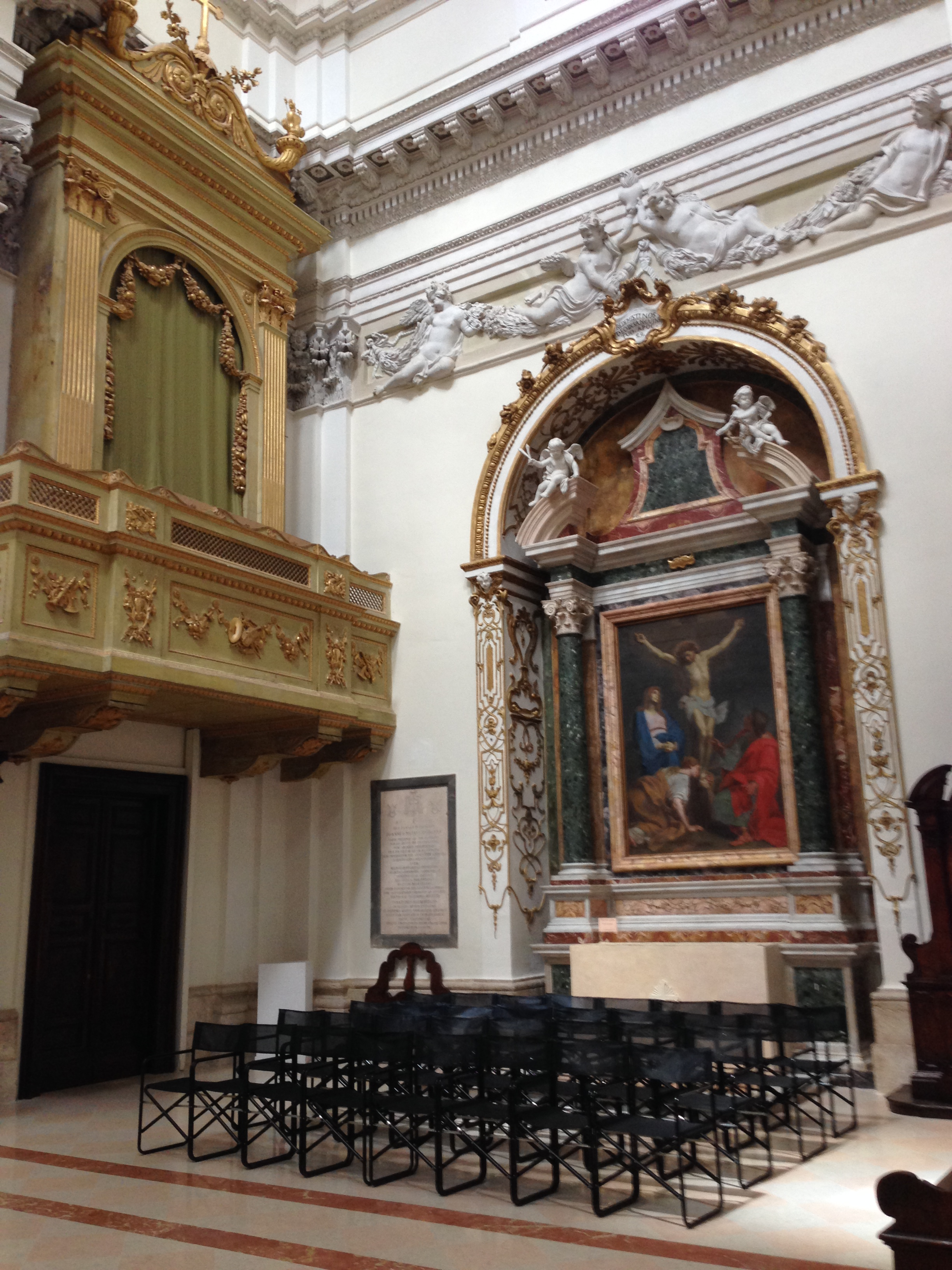
Altare del Santissimo Crocifisso

- Altare di San Brunone; dipinto "Discesa dello Spirito Santo" di Lazzaro Baldi, ca. 1680
- Altare di San Francesco di Sales; dipinto "San Francesco di Sales calpesta l'eresia" di Francesco Refini, pittore spoletino, seconda metà del XVII secolo
- Altare di San Francesco di Paola; dipinto "La Madonna appare a San Francesco di Paola" di imitatore di Sebastiano Conca, IV decennio del XVIII secolo
- Altare di San Giuseppe; dipinto "Sacra Famiglia" di Sebastiano Conca, 1739x
- Altare del Santissimo Crocifisso; dipinto " La crocefissione" di Gaetano Lapis, dopo il 1759
- Altare di San Giovacchino; dipinto "La Sacra Famiglia e San Giovacchino" di imitatore di Carlo Maratta, inizio XVIII secolo
- Altare della Presentazione; dipinto "Presentazione della Vergine al tempio" di Gaetano Lapis, 1764
- Altare dell'Immacolata; statua in legno di Ortisei, seconda metà del XIX secolo

Nel presbiterio il monumentale altare maggiore è stato costruito nella prima metà dell'800; è ornato da una copia di una famosa opera di Guido Reni.
La sagrestia, opera di Decio Benedetti da Fermo eseguita fra il 1778 e il 1782, è arredata con altari, confessionali e armadi in noce intagliata ben conservati; nella nicchia dell'altare San Filippo Neri si trova un busto marmoreo recentemente attribuito a Alessandro Algardi, compiuto intorno all'anno 1650. Nella volta si trova un'altra tela di Francesco Refini Trionfo della Croce. In stanze attigue fra altre tele sono conservate Madonna degli Agostiniani di Pietro Labruzzi, firmata e datata 1796; Adorazione dei Magi, copia da Pietro Romanelli; Sposalizio mistico di Santa Caterina dell'inizio del XVII secolo.
In fondo alla navata sinistra è l'ex oratorio dei Filippini decorato alla fine del settecento nel gusto di Giuseppe Valadier.

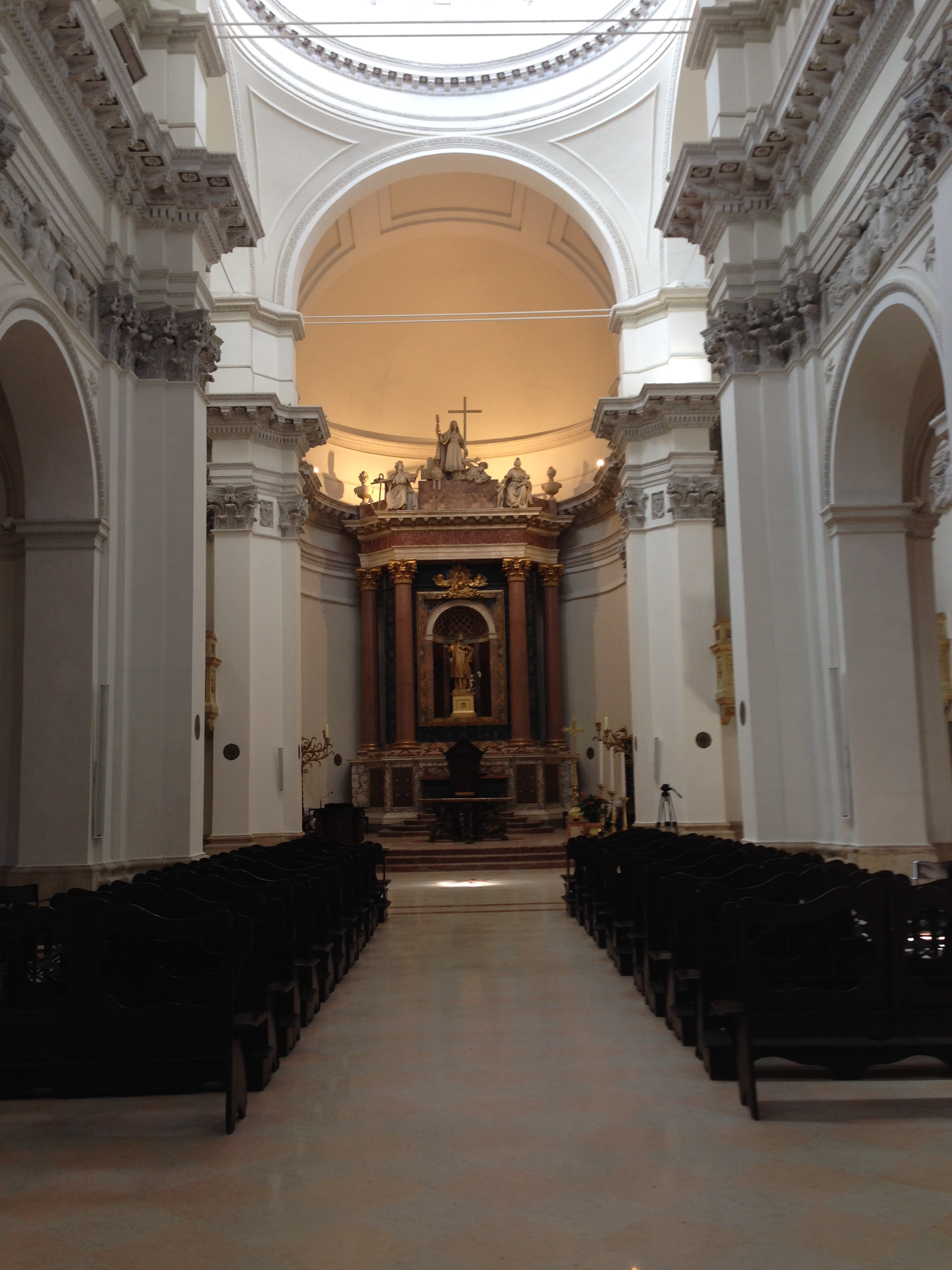
Interno e altare maggiore